# Silberberge Gartz
Die Silberberge Gartz sind ein 44,48 ha großes Naturschutzgebiet im Landkreis Uckermark in Brandenburg. Es liegt nördlich der Landesstraße L 27 und westlich vom Kernbereich der Stadt Gartz (Oder). Seit dem 1. Mai 1984 steht der Trockenrasenstandort unter Naturschutz.